# Ronchi Valsugana
Ronchi Valsugana – miejscowość i gmina we Włoszech, w regionie Trydent-Górna Adyga, w prowincji Trydent.
Według danych na rok 2004 gminę zamieszkiwały 384 osoby, 38,4 os./km².